# Riksdagen 1686
Riksdagen 1686 hölls i Stockholm.

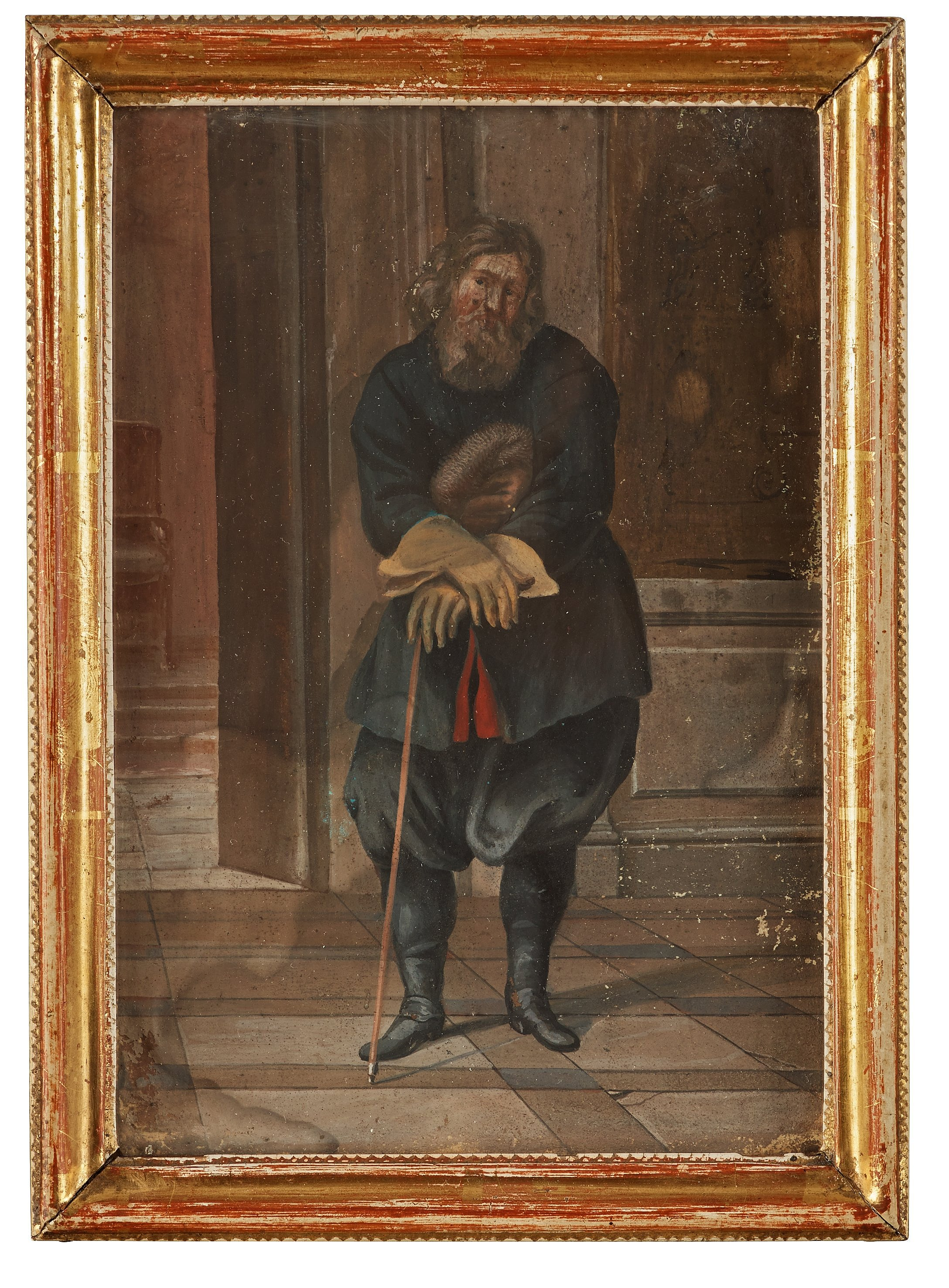
David Klöcker Ehrenstrahls porträtt av bondeståndets talman Peder Olofsson. Ingår i Statens porträttsamling på Gripsholms slott.

När Karl XI avslutade riksdagen 1682 förklarade han att han skulle återse ständerna "när rikets angelägenheter kunde framdeles fordra deras sammankomst". Så skedde i juni 1686, och skälet var att medel behövdes till att betala av statsskulden. Riksdagen öppnades den 10 september 1686. Till ridderskapet och adelns talman (lantmarskalk) utsågs Erik Lindschöld. Det var första gången en ledamot av riddarhusets tredje klass, tillika av ofrälse börd, fått detta uppdrag. Prästeståndets talman var ärkebiskopen Olov Svebilius, borgarståndets talman var justitieborgmästaren i Stockholm Daniel Caméen och bondeståndets talman var Peder Olofsson från Gladhammars socken i Småland.
Vid denna riksdag antogs 1686 års kyrkolag, vilken gällde till och med 1992, samt ett antal andra förordningar, beslut och resolutioner.
Riksdagen avslutades den 8 november 1686.